# Алмали (Єнбекшиказахський район)
Алмали́ (каз. Алмалы) — село у складі Єнбекшиказахського району Алматинської області Казахстану. Входить до складу Коктобинського сільського округу.
У радянські часи село називалось «Новостройка».
Населення — 2897 осіб (2021; 2243 у 2009, 1573 у 1999, 1483 у 1989).